# Жити і померти в Лос-Анджелесі
Жити і померти в Лос-Анджелесі (англ. To Live and Die in L.A.) — американський бойовик 1985 року.

## Сюжет
Напарник федерального агента Річарда Ченса гине від руки невловимого фальшивомонетника Мастерса. Річард клянеться засадити вбивцю за ґрати, навіть якщо заради цього йому самому доведеться піти на злочин.

## У ролях
| Актор                  | Роль                |
| ---------------------- | ------------------- |
| Вільям Л. Пітерсен     | Річард Ченс         |
| Віллем Дефо            | Ерік Мастерс        |
| Джон Пенкоу            | Джон Вукович        |
| Дебра Фойєр            | Бьянка Торрес       |
| Джон Туртурро          | Карл Коді           |
| Дарленн Флюгел         | Рут Ланьє           |
| Дін Стоквелл           | Боб Граймс          |
| Стів Джеймс            | Джефф Райс          |
| Роберт Дауні (старший) | Томас Бефтіман      |
| Майкл Грін             | Джим Гарт           |
| Крістофер Оллпорт      | Макс Ваксман        |
| Джек Гор               | Джек                |
| Валентін Де Варгас     | Суддя Файло Седілло |
| Дуайр Браун            | доктор              |
| Майкл Чонг             | Томас Лінг          |
| Жаклін Жіру            | Клаудія Лейт        |
| Майкл Санд             | терорист            |
| Боббі Басс             | агент ФБР           |
| Дар Робінсон           | агент ФБР           |
| Енн Бетанкорт          | медсестра           |
| Кетерін М. Луї         | касир               |
| Едвард Гаррелл         | охорона аеропорту   |
| Гілберт Еспіноза       | бармен              |
| Джон Петіевіч          | агент               |
| Жарко Петіевіч         | агент               |
| Рік Далтон             | агент               |

| Актор               | Роль                           |
| ------------------- | ------------------------------ |
| Річард Л. Лейн      | агент                          |
| Джек Кота           | агент                          |
| Ширлі Дж. Вайт      | авіапасажир                    |
| Джералд Браунлі     | охоронець кімнати для побачень |
| Девід М. ДюФренд    | охоронець на вежі              |
| Рубен Гарсія        | ув'язнений Рубен               |
| Джо Дюран           | тюремник                       |
| Б'юфорт МакКлеркінс | в'язень                        |
| Грегг Дендрідж      | в'язень                        |
| Донні Вільямс       | друг Ріка                      |
| Ернест Гарт мол.    | друг Ріка                      |
| Томас Ф. Даффі      | підроблювач кредитних карток   |
| Джералд Петевіч     | спеціальний агент              |
| Марк Гаш            | Марк Гаш                       |
| Пет МакГроарті      | злочинець                      |
| Брайан Бредлі       | турист                         |
| Джейн Лівз          | Серена / танцюристка           |
| Черіз Бейтс         | танцюрист                      |
| Майкл Гіггінс       | танцюрист                      |
| Кріс Латанзі        | танцюрист                      |
| Шон Ерл             | танцюрист                      |
| Алан Болтс          | водій                          |
| Гері Коул           | людина переслідує Річарда      |
| Стіві Мак           | баскетболіст                   |
| Джої Сотелло        | агент секретної служби         |